# Sparepenge
Sparepenge vid Frederiksborgs slott i Hillerød på Själland i Danmark var det första av flera lustslott som den danske kungen Fredrik II lät uppföra. Andra lustslott med detta namn byggdes vid Haderslevhus och Antvorskov.
Det första Sparepenge vid Frederiksborgs slott revs i slutet av 1500-talet, och redan 1599 påbörjade Kristian IV byggandet av ett nytt och större lustslott med namnet Sparepenge. Liksom föregångaren, och det senare Rosenborgs slott, användes det för kungliga gillen och dessutom som förvaringsplats för attiraljer som dyrbara vapen och ridutstyrsel. Han använde också anläggningen för stallar för Det Kongelige Frederiksborgske Stutteri.
En del av byggnaderna brann 1648. Resten blev ordentligt åtgånget under Karl X Gustavs andra danska krig. Till slut lät Fredrik IV 1719 bränna ned Sparepenge för att utvidga slottsträdgården. 
Namnet antas komma från att kungen kunde spara ansenliga summor genom att samla till en mindre, intim krets för dryckeslag där, i stället för att efter tidens sed hålla taffel i ett större sällskap på huvudslottet. 
I samband med återuppbyggnaden av kaskadanläggningen i slottsparken återfanns 1994 rester av källaren till Sparepenge. Vid utgrävningarna mättes grunden upp till 32 x 12 meter.